# Daniel Goens
Daniel Goens (Brussel·les, 15 de setembre de 1948) va ser un ciclista belga que fou professional entre 1970 i 1971. Es dedicà principalment al ciclisme en pista.
El 1968 va prendre part en els Jocs Olímpics de Mèxic, en què va guanyar la medalla de bronze en la prova de tàndem, fent parella amb Robert van Lancker. En la prova de velocitat individual quedà eliminat en les rondes preliminars.
En el seu palmarès destquen sis campionats nacionals en diferents especialitats de pista.

## Palmarès
- 1967
  -  Campió de Bèlgica del km contrarellotge amateur
  -  Campió de Bèlgica de tàndem amateur, amb Robert van Lancker
- 1968
  -  Campió de Bèlgica de velocitat per equips amateur, amb Rudy Serruys
  -  Campió de Bèlgica de tàndem amateur, amb Robert van Lancker
  -  Medalla de bronze als Jocs Olímpics de Ciutat de Mèxic en tàndem
- 1969
  -  Campió de Bèlgica d'omnium amateur
  - Vencedor d'una etapa del Tour de Namur
- 1970
  -  Campió de Bèlgica de velocitat per equips amateur, amb Jean Lindekens